# 真下みこと
真下 みこと（ました みこと、1997年 - ）は、日本の小説家、作詞家。埼玉県出身。日本推理作家協会会員。変格ミステリ作家クラブ会員。

## 経歴
大学二年生の秋に短編小説を書き始める。小説の作法がわからなかったため、プロットのような文章で賞に応募した。その後、長編小説を書き始め、「真下処凜」名義で長編小説『透明人間』を第17回『このミステリーがすごい!』大賞に応募したが落選。
メフィスト賞に応募した2作目の長編『#柚莉愛とかくれんぼ』が2019年第61回メフィスト賞を受賞し、2020年、同著にて大学生作家としてデビュー。デビュー作が発売された2020年2月は早稲田大学に在学、2020年3月に早稲田大学を卒業、2022年3月に同大学大学院修了。
2023年、『わたしの結び目』が第5回ほんタメ文学賞たくみ部門にノミネート。

## 人物
小学校高学年の頃、重松清の小説を読んでいた。特に重松清の『きみの友だち』は「何度も読み返した思い出の本」として挙げている。中学生からは、湊かなえ、東野圭吾、綾辻行人の小説を読んだ。好きな作家は、朝井リョウ、綿矢りさ、村田沙耶香など。
中学生の頃はAKB48が好きで、同グループのドラマ『マジすか学園』は必ず見ており、高校生の頃は、Perfumeにハマり、ダンスをコピーして踊っていた。2020年5月のインタビューでは、日向坂46の東村芽依が気になっていると語っている。
中学生の頃から作詞作曲をしており、オーディションに音源を送ったこともある。デビュー作『＃柚莉愛とかくれんぼ』の作中に出てくるアイドルグループ「となりの☆SiSTERs」のデビュー曲の歌詞や、作中のアイドル「如月由香」の曲も作曲している。さらに、PVで作中のアイドルグループ「となりの☆SiSTERs」の「きみのとなり」が歌われているが、作詞、作曲、編曲、歌唱のすべてを行っている。この他に、趣味で作成した曲をSoundCloudにて公開している。
薬局巡りの趣味がある。

## 作品

### 単著
- 『#柚莉愛とかくれんぼ』（2020年2月12日、講談社 ISBN 978-4-06-517716-7[1] / 2021年11月16日、講談社文庫 ISBN 978-4-06-526046-3）
- 『あさひは失敗しない』（2021年10月21日、講談社 ISBN 978-4-06-524958-1 / 2024年9月13日、講談社文庫 ISBN 978-4-06-537258-6）
- 『茜さす日に嘘を隠して』（2022年7月1日、講談社 ISBN 978-4-06-524800-3 / 2025年7月15日、講談社文庫 ISBN 978-4-06-539865-4）
- 『舞璃花の鬼ごっこ』（2023年3月1日、TO文庫 ISBN 978-4-86699-790-2）
- 『わたしの結び目』（2023年4月5日、幻冬舎 ISBN 978-4-344-04066-3 / 2025年5月9日、幻冬舎文庫 ISBN 978-4-344-43474-5）
- 『かごいっぱいに詰め込んで』（2024年8月7日、講談社 ISBN 978-4-06-536176-4）
- 『春はまた来る』（2025年2月19日、幻冬舎 ISBN 978-4-344-04408-1）

### 共著
- 『ミステリーツアー』（2024年6月12日、講談社 ISBN 978-4-06-535898-6） - 編：講談社、共著：青崎有吾、阿津川辰海、伊吹亜門、似鳥鶏。書評集。

### アンソロジー
「」内が真下みことの作品
- 『Day to Day』（2021年3月25日、講談社 ISBN 978-4-06-521842-6）「40分の1」
- 『黒猫を飼い始めた』（2023年2月22日、講談社 ISBN 978-4-06-530632-1 / 2025年2月14日、講談社文庫 ISBN 978-4-06-538512-8）「ミミのお食事」
- 『嘘をついたのは、初めてだった』（2023年11月15日、講談社 ISBN 978-4-06-531203-2）「嘘日記」
- 『TOKIMAKE トキメイク コスメアンソロジー』（2024年、同人誌）「かさね塗り」
- 『これが最後の仕事になる』（2024年8月7日、講談社 ISBN 978-4-06-535675-3）「最後の告知」
- 『だから捨ててと言ったのに』（2025年1月16日、講談社 ISBN 978-4-06-537875-5）「お守り代わり」
- 『新しい法律ができた』（2025年5月21日、講談社 ISBN 978-4-06-539432-8）「こんにちは、チャッテー」

### 雑誌等掲載作品

#### 小説
- 「ミミのお食事」 - 「Mephisto Readers Club」2022年4月11日
- 「見守り隊見習い」 - 『小説宝石』2022年7月号
- 「クラゲのしっぽ」 - 『小説宝石』2023年5・6月合併号
- 「先生あのね」 - 『メフィスト』2023 SPRING VOL.7
- 「やさしいの書き方」 - 『小説宝石』2023年9月号
- 「赤いリボン」 -  『小説宝石』 2024年9月号
- 「スルーパス」 - 『小説宝石』2025年1月号

#### 詩作品
- 「ランダムウォーク」 - 『文藝春秋』2021年11月号

#### エッセイなど
- 「『#柚莉愛とかくれんぼ』あとがきのあとがき」 - 『メフィスト』2020年 VOL.1（2020年4月、講談社）
- 「辛くても悲しくてもいつも朗らかに歌って踊るアイドルという生き方への尊敬」 - 『別冊文藝春秋』2020年5月号（文藝春秋）
- 「若手作家二人が紡ぐ、「読む音楽」と「聞く小説」の世界」 - 青羽悠との対談『小説現代』2021年11月号（講談社）
- 「〆切めし」 - 『小説現代』2022年11月号（講談社）

## 音楽

### 作詞
- 「中古品: 綺麗な状態です」（2020年）[18][19]
- 茜さす日に嘘を隠して「さんざんな朝」（2021年）[20][21]
- 茜さす日に嘘を隠して「砂が落ちる」（2021年）[22][23]
- 茜さす日に嘘を隠して「手紙」（2021年）[24][25]
- 茜さす日に嘘を隠して「あと1歩」（2022年）[26][27]
- 茜さす日に嘘を隠して「色を変えて」（2022年）[28][29]
- AALA「シャボン玉になれ！」（2022年）[30][31]